# Ty Unwin
Ty Unwin (nacido como Wayne Tyrone Unwin antes de 1974) es un compositor británico.

## Vida y carrera
Ty Unwin quería ya en su juventud ser compositor y ha compuesto correspondientemente. Cuando tenía 17 años de edad, él ganó una competición en la BBC estableciendo allí sus primeros contactos en los medios de comunicación. Después de su primer trabajo para la BBC durante sus estudios Ty Unwin salió de la vida académica con estudios en la Universidad de Huddersfield en el año 1990 con la intención de ganarse la vida componiendo música. 
Su insistente determinación llevó a que pudiese establecerse con el tiempo como compositor en el Reino Unido, que se ha especializado en música para los medios de comunicación en una variedad de Idiomas. Especialmente en el caso de los documentales en el ámbito de la historia y en el ámbito científico, se ha hecho un nombre. Entre sus trabajos figura la película para la telelvisión Supervolcán (2005) y entre sus clientes se encuentran la BBC, Channel Four, Channel Five, la ITV y el TLC.
Además de la televisión, él también escribió partituras para varios vídeos comerciales y numerosas orquestas, que se han estrenado en toda Europa. Actualmente escribe y produce álbumes para Dina Carroll, New Model Army, Justin Sullivan y Joolz Gianni.

## Filmografía (Selección)

### Películas
- 2003: Pompeya, el último día (Película para televisión)
- 2005: Supervolcán (Película para televisión)

### Series
- 2001-2001: El Espacio (6 episodios)
- 2006-2006: Desastre perfecto (6 episodios)
- 2007-2008: Last Man Standing (22 Episodios)
- 2011-2012: A history of Ancient Britain (5)
- 2008-2013: Viajes de horror: Cuando viajes se convierten en pesadillas (5)
- 2016-2016: Taking Fire (5)
- 2018-2018: Waco: Loco o Mesías (Miniserie;2)